# カムズ・スタジアム
カムズ・スタジアム（Kamuzu Stadium）は、マラウイのブランタイヤにある多目的スタジアムである。現在は主にサッカーの試合に使用されており、5万0000人を収容可能である。

## 概要
このスタジアムは、かつてのイギリス植民地時代にはラングレー・スタジアム（Langley Stadium）と呼ばれていた。現在のカムズ・スタジアムの名前は、イギリスからの独立に尽力し、その後マラウイの初代大統領となったヘイスティングズ・カムズ・バンダにちなんだものである。1994年に大統領がバンダからバキリ・ムルジへと替わると、スタジアム名はチチリ・スタジアム（Chichiri Stadium）へといったん変更されたが、その後2004年にビング・ワ・ムタリカが大統領に就任すると、カムズ・スタジアムの名に再び戻された。
なお、カムズ・スタジアムは、FIFAが発展途上国に対して行っているゴール・プログラム（GOAL programme）により、サッカー場の天然芝を人工芝へ改修するための支援を受けている。このXtreme Turf と呼ばれる人工芝は、ACT Global Sportsにより、製造と設置が行われているものである。